# اسفندیار ایمان‌زاده
اسفندیار ایمان‌زاده (۱۴ بهمن ۱۳۴۴، سلماس - ۳ تیر ۱۴۰۳، شهریار)، تندیس‌گر، مجسمه‌ساز و افسر پیشین نیروی انتظامی با درجهٔ سرهنگ تمامی است؛ وی عضو هیئت امنای بنیاد فردوسی و عضو کانون متفکران ایران بود.
ایمان‌ زاده در جوانی به جبهه رفت و در سال ۱۳۶۵ شمسی  افسر نیروی انتظامی شد. وی در سال ۱۳۷۱ از کار دولتی کناره گیری کرد و وارد کسب و کار خصوصی شد. او اکنون برای بیش از ۷۰۰ نفر شغل ایجاد نموده است. در سال ۱۳۹۰ به عنوان کارآفرین نمونه ملی معرفی شد.

## زندگی‌نامه

تندیس فردوسی

اسفندیار ایمان‌زاده ؛ متولد بهمن ۱۳۴۴ در شهر سلماس، یکی از شهرهای مرزی آذربایجان غربی است. وی در خانواده‌ای دوازده نفره به دنیا آمد و دومین فرزند و البته بزرگ‌ترین فرزند ذکور خانواده بود. در خانواده‌ای کاملاً سنتی و از نظر اقتصادی در سطحی نسبتاً پایین بزرگ شد. پدرش کارگر بود و خانواده عائله‌مندی داشت. بچه‌ها باید در امور معیشتی خانه به پدر کمک می‌کردند. اسفندیار که پسر بزرگ خانواده بود، احساس مسئولیت بیشتری در قبال خانواده داشت به‌طوری‌که در طول سال تحصیلی همراه پدر و در ایام تابستان به‌ طور مستقل کار می‌کرد.اسفندیار ایمان زاده بنیانگذار شرکت تندیس و پیکره شهریار بخش: حجم سازی و معماری تابلوی افتخارات: – دریافت لوح تندیس کارآفرین برتر ملی در جشنواره کارآفرینان برتر ملی – کارآفرین برتر در جشنواره امیرکبیر از طرف سازمان کار و آموزش فنی و حرفهای استان تهران – کارآفرین برتر در جشنواره قهرمانان صنعت – کارآفرین برتر […]

## موفقیت‌ها
- انتخاب به عنوان کارآفرین برتر ملی در جشنوارهٔ ملی کارآفرینان برتر کشور و دریافت تقدیرنامه و تندیس طلایی
- انتخاب به عنوان کارآفرین برتر در جشنوارهٔ شیخ بهائی از طرف وزارت علوم، تحقیقات و فن‌آوری
- انتخاب به عنوان کارآفرین برتر در جشنواره کارآفرینی امیرکبیر از طرف وزارت کار و امور اجتماعی و دریافت تقدیرنامه و تندیس
- کارآفرین نمونه در جشنوارهٔ ملی قهرمانان صنعت ایران
- دریافت دیپلم افتخار از آکادمی نخبگان ایرانیان
- دریافت نشان لیاقت از طرف سازمان جهانی مالکیت فکری سازمان ملل (WIPO)
- دریافت رضایت‌نامه از انجمن محققان دانشگاه هاروارد
- انتخاب به عنوان صنعتگر نمونه دستی از طرف سازمان جهاد کشاورزی استان تهران در سال ۱۳۸۲
- دریافت تقدیرنامه از دبیرخانه ملی یونسکو
- عضویت افتخاری در کانون متفکرین ایران و عضو کمیسیون فرهنگی
- معرفی شده در کتاب مشاهیر سلماس
- معرفی شده در کتاب چهره‌های فرهنگی سال ۱۳۸۸
- دریافت تقدیرنامه‌های مختلف از نهادهای دولتی و مراکز علمی و فرهنگی کشور
- دریافت تقدیرنامه از سفارت فرانسه در مراسم بزرگداشت حکیم عمرخیام

## فعالیت‌ها
- همکاری با دانشگاه‌های ایران در زمینهٔ برگزاری کارگاه‌های آموزشی کارآفرینی
- همکاری با دبیرخانهٔ ملی یونسکو
- همکاری با مجیدی، نمایندهٔ دائمی ایران در یونسکو، برای ایجاد نمایشگاه دائمی از تندیس‌های مشاهیر و اسطوره‌های ایران در ساختمان اصلی یونسکو در پاریس
- همکاری با بنیاد فردوسی در زمینهٔ ساخت تندیس حکیم فردوسی برای شهر فریدریشسهافن آلمان
- طراح و مجری طرح یادمان مقاومت اسلامی شهید عماد مغنیه از طرف حزب‌الله لبنان در کشور لبنان
- مجری طرح ایجاد باغ کتیبه‌های خطی ایران در مجموعهٔ فرهنگی نیاوران

## گزارش‌های تصویری
- برنامه هشتاد و نهم پایش یکشنبه ۷ اردیبهشت ۱۳۹۳ : با حضور اسفندیار ایمان زاده
- گزارش خبرگزاری فارس : با حضور اسفندیار ایمان زاده
- AP-Iran's artistic past recreated in the present
- CCTV NEWS-Persian art recreated for the masses in Iran
- مراسم بزرگداشت شهرام ناظری در روز ملی فردوسی
- فیلم | مردی که از زیرزمین خانه‌اش میلیاردر شد!
- گزارش شبکه سلام
- ارتشی بودم، شدم مجسمه‌ساز! (کلاه‌خود – قسمت ۱)

## شرکت‌ها و کارخانه‌های تأسیس شده
- شرکت تندیس و پیکره شهریار
- گروه تولیدی آمای - تولیدکننده آرایه‌های معماری ایرانیان
- گروه تولیدی یادمان
- گروه تولیدی یازی

## نگارخانه

- پرونده:W1520.01.jpg
- پرونده:W2020.02.jpg